# Ionuț Panait
Ionuț Panait (* 5. Mai 1981 in Mizil, Kreis Prahova) ist ein rumänischer Ringer.

## Werdegang
Ionut Panait begann als Jugendlicher 1991 mit dem Ringen. Seit seinem Eintritt in die Polizei ist er Angehöriger des Sportclubs Dinamo Bukarest. Er war Polizei-Offizier. Er ringt ausschließlich im griechisch-römischen Stil und wird von Niculae Zamfir trainiert. Seit dem Jahre 2007 ringt er für den SV Germania Weingarten in der deutschen Bundesliga, wo er sehr erfolgreich agiert. Seit 2017 ringt Iount Panait für SV Germania Weingarten in der neu gegründet Deutsche Ringerliga.
Als Junior erreichte er bei der Junioren-Weltmeisterschaft 1997 in Maribor in der Gewichtsklasse bis 52 kg Körpergewicht und bei der Junioren-Europameisterschaft 1998 in Tirana in der Gewichtsklasse bis 56 kg Körpergewicht jeweils einen guten 4. Platz und verpasste damit beide Male nur knapp einen Medaillengewinn.
Obwohl er in Rumänien als Senior in der Leichtgewichtsklasse eindeutig dominierte, erwies sich der Übergang zu den Senioren bei internationalen Meisterschaften für Ionuț Panait als schwierig. Es dauerte einige Jahre, bis er bei diesen Meisterschaften gute Ergebnisse erzielte. Im Jahre 2004 kam er bei der Europameisterschaft in Haparanda mit drei Siegen und einer Niederlage gegen den Franzosen Michael Beyer auf den 7. Platz. Die Qualifikation für die Olympischen Spiele 2004 in Athen schaffte er aber nicht.
2005 kam er bei der Europameisterschaft in Warna nach Siegen über Juri Kaliaschnew aus Belarus und Tiziano Corriga aus Italien und einer Niederlage gegen Jimmy Samuelsson aus Schweden auf den 8. Platz.
Im Jahre 2008 gelang ihm dann bei der Europameisterschaft in Tampere der erste Medaillengewinn bei einer internationalen Meisterschaft. Er wurde dort mit Siegen über Alexei Dschakonow, Litauen, Tiziano Corriga u. Plamen Petrow aus Bulgarien und einer Niederlage gegen Armen Wardanjan aus der Ukraine Vize-Europameister. Bei den Olympischen Spielen in Peking, für die er sich mit diesem Erfolg qualifiziert hatte, unterlag er in seinem ersten Kampf gegen den Chinesen Li Yanyan sehr knapp nach Punkten (0:2 Runden bei 3:3 Punktegleichstand) und kam damit nur auf den 13. Platz.
Bei der Europameisterschaft 2009 in Vilnius besiegte er im Leichtgewicht Juri Weschew aus Israel und Ismail Navarro Sanchez aus Spanien und verlor dann im Viertelfinale gegen Damian Zuba aus Polen. Da dieser das Finale nicht erreichte, schied Ionuț Panait aus und belegte den 8. Platz.

## Internationale Erfolge
| Jahr | Platz | Wettbewerb                                  | Gewichtsklasse | Bemerkung |
| 1997 | 4.    | Junioren-WM (Cadets) in Maribor             | bis 52 kg KG   | Sieger: Arif Mechtiew, Aserbaidschan vor Erol Korkmaz, Türkei                                                                                     |
| 1998 | 4.    | Junioren-EM (Cadets) in Tirana              | bis 56 kg KG   | hinter Nikolai Antonkin, Russland, Laszlo Bona, Ungarn u. Arthur Kratz, Deutschland                                                               |
| 1998 | 27.   | Junioren-WM (Juniors) in Kairo              | bis 56 kg KG   | Sieger: Nikolai Antonkin vor Vahan Juharjan, Armenien                                                                                             |
| 2001 | 21.   | Junioren-WM in Taschkent                    | Feder          | Sieger: Fərid Mansurov, Aserbaidschan vor Walentin Nowikow, Russland                                                                              |
| 2003 | 15.   | EM in Belgrad                               | Leicht         | nach Niederlage gegen Juha Lappalainen, Finnland u. Sieg über Hamid Mokhtarzadeh, Schweden                                                        |
| 2003 | 35.   | WM in Créteil                               | Leicht         | nach Niederlagen gegen Jannis Zamanduridis, Deutschland u. Masaki Imuro, Japan                                                                    |
| 2004 | 29.   | Olympia-Qualif.-Turnier in Novi Sad         | Leicht         | Sieger: Nikolai Gergow, Bulgarien vor Parviz Zaidvand, Iran u. Ambako Watschadse, Russland                                                        |
| 2004 | 13.   | Olympia-Qualif.-Turnier in Taschkent        | Leicht         | Sieger: Juan Luis Marén, Kuba vor Moises Parra Sanchez, Spanien u. Kanatbek Begaliew, Kirgisistan                                                 |
| 2004 | 7.    | EM in Haparanda                             | Leicht         | mit Siegen über Erkan Ulvan, Türkei, Olavi Suislep, Estland u. Valdemaras Venckaitis, Litauen u. einer Niederlage gegen Michael Beyer, Frankreich |
| 2005 | 3.    | "Lubomir-Ivanovic"-Gedza-Turnier in Belgrad | Leicht         | hinter Julian Kwit, Polen u. Attila Drechsler, Ungarn, gemeinsam mit Levente Füredy, Ungarn                                                       |
| 2005 | 8.    | EM in Warna                                 | Leicht         | mit Siegen über Juri Kaliaschnew, Belarus u. Tiziano Corriga, Italien u. einer Niederlage gegen Jimmy Samuelsson, Schweden                        |
| 2005 | 20.   | Großer Preis von Deutschland in Dortmund    | Leicht         | nach einer Niederlage gegen Juha Hiltunen, Finnland                                                                                               |
| 2005 | 17.   | WM in Budapest                              | Leicht         | mit einem Sieg über Steeve Guénot, Frankreich u. einer Niederlage gegen Armen Wardanjan, Ukraine                                                  |
| 2006 | 12.   | EM in Moskau                                | Leicht         | mit einem Sieg über Mark Kristensen, Dänemark und Niederlagen gegen Sergei Kowalenko, Russland u. Oleksandr Chwoschtsch, Ukraine                  |
| 2006 | 5.    | Golden Grand Prix in Baku                   | Leicht         | hinter Hamid Reihani, Iran, Maxim Semenjew, Russland, Elbrus Mammadow, Aserbaidschan u. Damirbek Asilbekuly, Kirgisistan                          |
| 2006 | 9.    | WM in Guangzhou/China                       | Leicht         | mit Siegen über Masaki Imuro u. Alain Milián, Kuba u. einer Niederlage gegen Sergei Kowalenko                                                     |
| 2007 | 2.    | Akropolis-Grand Prix in Athen               | Leicht         | hinter Ruslan Belcharojew, Russland, vor Georgios Boukis, Griechenland und Ionel Pușcașu, Rumänien                                                |
| 2007 | 2.    | "Ion-Cornianu"-Memorial in Brașov           | Leicht         | hinter Tamás Lőrincz, Ungarn, vor Lascha Lomadse, Georgien und Plamen Petrow, Bulgarien                                                           |
| 2007 | 13.   | "Nikola-Petrow"-Memorial in Sofia           | Leicht         | Sieger: Nikolai Gergow, Bulgarien vor Refik Ayvazoglu, Türkei und Ionel Pușcașu                                                                   |
| 2008 | 7.    | Golden Grand Prix in Szombathely            | Leicht         | Sieger: Tamás Lőrincz vor Fərid Mansurov, Aserbaidschan und Şeref Eroğlu, Türkei                                                                  |
| 2008 | 2.    | EM in Tampere                               | Leicht         | mit Siegen über Alexei Dschakanow, Litauen, Tiziano Corriga und Plamen Petrow und einer Niederlage gegen Armen Wardanjan                          |
| 2008 | 3.    | Großer Preis von Spanien in Madrid          | Leicht         | hinter Sergei Kowalenko u. Eusebiu Diaconu, Rumänien, gemeinsam mit Ambako Watschadse                                                             |
| 2008 | 2.    | Akropolia-Grand Prix in Athen               | Leicht         | hinter Ruslan Belcharojew, vor Georgios Boukis und Ionel Pușcașu                                                                                  |
| 2008 | 13.   | OS in Peking                                | Leicht         | nach einer Niederlage gegen Li Yanyan, China |
| 2009 | 3.    | Golden Grand Prix in Szombathely            | Leicht         | hinter Manuchar Tschchadaia, Georgien und Davor Štefanek, Serbien, gemeinsam mit Aleksandar Maksimović, Serbien                                   |
| 2009 | 8.    | EM in Vilnius                               | Leicht         | mit Siegen über Juri Weschew, Israel und Ismail Navarro Sanchez, Spanien u. einer Niederlage gegen Damian Zuba, Polen                             |
| 2010 | 2.    | EM in Baku Aserbaidschan                    | Leicht         | Finalniederlage gegen Ambako Watschadse, Russland                                                                                                 |

Anm.: alle Wettbewerbe im griechisch-römischen Stil, OS = Olympische Spiele, WM = Weltmeisterschaft, EM = Europameisterschaft, KG = Körpergewicht